# Karangkebagusan
Karangkebagusan is een bestuurslaag in het regentschap Jepara van de provincie Midden-Java, Indonesië. Karangkebagusan telt 1073 inwoners (volkstelling 2010).